# Cromosoma 10

Cromátida del cromosoma 10.

El cromosoma 10 es uno de los 23 pares de cromosomas del cariotipo humano. La población posee, en condiciones normales, dos copias de este cromosoma, uno heredado de la madre y uno del padre durante la reproducción sexual. El cromosoma 10 se compone de más de 135 millones de pares bases (el material constitutivo del ADN) y representa entre el 4 y 4,5% del total de ADN en las células.
Identificar los genes en cada cromosoma es una área de investigación activa. Debido que investigadores usan métodos distintos para pronosticar el número de genes en cada cromosoma varía el número de genes estimados. El cromosoma 10 contiene entre 800 y 1.200 genes.

## Genes

### Número de genes
| Base de datos | ADN no codificante | Pseudogenes | Fecha W\|- | CCDS       | 708                | -- | -- | 26/10/2022 | [ 2 ] |
| HGNC          | 714                | 383         | 624        | 11/04/2025 | [ 5 ]              |    |    |            |       |
| Ensembl       | 732                | 1 084       | 599        | 13/05/2024 | [ 6 ]              |    |    |            |       |
| UniProt       | 749                | --          | --         | 05/02/2025 | [ 7 ]              |    |    |            |       |
| NCBI          | 733                | 863         | 668        | 23/08/2024 | [ 8 ] [ 9 ] [ 10 ] |    |    |            |       |

A continuación se indican algunos de los genes localizados en el cromosoma 10:
- Lipasa ácida lisosomal

- FGFR2: Receptor 2 del factor de crecimiento de fibroblastos.

- FGFR1: Receptor 1 del factor de crecimiento de fibroblastos.

### Brazo corto (p)
- ZEB1 Zinc finger E-box binding homeobox 1. brazo corto p11.22

### Brazo largo (q)
- ADD3 : Aducina-gama banda 25.1, (10q25.1).
- MRLN: Mioregulina, Linc-RNA activator of myogenesis (Linc-RAM), LINC00948, M1, MUSER1, MLN. Ubicación: brazo largo q21.2 (10q21.2).
- PRLHR: Receptor de la Hormona liberadora de prolactina en brazo largo (brazo q) en la banda 26.11; (10q26.11).

## Enfermedades y trastornos asociados
Las siguientes enfermedades son algunas de las relacionadas con el cromosoma 10:
- Síndrome de Apert
- Síndrome de cutis gyrata de Beare-Stevenson
- Enfermedad de Charcot-Marie-Tooth
- Porfiria eritropoyética congénita
- Síndrome de Cornelia de Lange (una de las formas leves del síndrome)
- Síndrome de Cockayne
- Síndrome de Crouzon
- Síndrome de Jackson-Weiss
- Neoplasia endocrina múltiple tipo 2
- Sordera no sindrómica
- Síndrome de Pfeiffer
- Porfiria
- Distrofia de Thiel-Behnke
- Deficiencia de tetrahidrobiopterina
- Síndrome de Usher
- Enfermedad de Wolman
- Síndrome de Young-Simpson